# Sezon snookerowy 2017/2018
Sezon snookerowy 2017/2018 – seria turniejów snookerowych rozgrywanych między 4 maja 2017 a 7 maja 2018 roku.

## Gracze
W sezonie 2017/2018 zagrało 131 profesjonalnych zawodników. 64 zawodników z rankingu zarobkowego na koniec poprzedniego sezonu. Kolejne 32 miejsca zostało obsadzonych z automatu graczami, którzy w zeszłym roku otrzymali kartę gry na dwa lata. Osiem kolejnych miejsc uzupełnili najlepsi gracze z rankingu obejmującego tylko jeden sezon, którzy nie zakwalifikowali się do gry z innej listy. Kolejne dwa miejsca zostały obsadzone zawodnikami z EBSA Qualifying Tour Play-Offs, i kolejne dwanaście miejsc dla najlepszych zawodników z Q School. Reszta miejsc dla zawodników z turniejów amatorskich i nominowanych dziką kartą.
|  | Międzynarodowe mistrzostwa: 1. Mistrzostwa Świata w snookerze IBSF zwycięzca: Soheil Vahedi 2. Mistrzostwa Świata w snookerze IBSF do lat 21 zwycięzca: Xu Si 3. Mistrzostwa Europy w snookerze EBSA zwycięzca: Chris Totten 4. Mistrzostwa Europy w snookerze EBSA do lat 21 zwycięzca Alexander Ursenbacher 5. Mistrzostwa Azji w snookerze ACBS zwycięzca: Lü Haotian 6. Mistrzostwa Azji w snookerze ACBS do lat 21 zwycięzca: Yuan Sijun 7. Mistrzostwa Afryki w snookerze ABSF zwycięzca: Basem Eltahhan 8. Mistrzostwa Oceanii w snookerze OBSF zwycięzca: Matthew Bolton Nominacje: 1. Chińska nominacja 1: Li Yuan 2. Chińska nominacja 2: Niu Zhuang Ranking jednoroczny 1. Ian Burns 2. Ross Muir 3. Rod Lawler 4. Robin Hull 5. Nigel Bond 6. Rhys Clark 7. Akani Songsermsawad 8. Eden Sharav | EBSA Qualifying Tour Play-Offs 1. Peter Lines 2. Gerard Greene Q School 1. Ashley Hugill 2. Lukas Kleckers 3. Allan Taylor 4. Billy Joe Castle 5. Duane Jones 6. Chen Zifan 7. Sanderson Lam 8. Paul Davison Order of Merit 1. Zhang Yong 2. Sean O’Sullivan 3. Joe Swail 4. Martin O’Donnell Specjalne nominacje: 1. Hamza Akbar 2. Jimmy White 3. Ken Doherty |

## Kalendarz
Kalendarz najistotniejszych (w szczególności rankingowych) turniejów snookerowych w sezonie 2017/2018.

| Daty  | Daty  | Gospodarz         | Nazwa turnieju              | Miejsce                         | Miasto        | Zwycięzca         | Drugie miejsce     | Wynik |
| ----- | ----- | ----------------- | --------------------------- | ------------------------------- | ------------- | ----------------- | ------------------ | ----- |
| 04.05 | 07.05 | Austria           | Vienna Snooker Open         | 15 Reds Köö Wien Snooker Club   | Wiedeń        | David Grace       | Nigel Bond         | 5-2   |
| 07.06 | 11.06 | Anglia            | Pink Ribbon                 | The Capital Venue               | Gloucester    | Robert Milkins    | Rob James          | 4-2   |
| 23.06 | 25.06 | Łotwa             | Riga Masters                | Arēna Rīga                      | Ryga          | Ryan Day          | Stephen Maguire    | 5-2   |
| 03.07 | 09.07 | Chiny             | World Cup                   | Wuxi City Sports Stadium        | Wuxi          | Chiny A           | Anglia             | 4-3   |
| 20.07 | 23.07 | Hongkong          | Hong Kong Masters           | Queen Elizabeth Stadium         | Hongkong      | Neil Robertson    | Ronnie O’Sullivan  | 6-3   |
| 28.07 | 29.07 | Chiny             | CVB International Challenge | Shenzhen Nanshan Sports Centre  | Shenzhen      | Wielka Brytania   | Chiny              | 26-9  |
| 26.07 | 30.07 | Polska            | World Games                 | Hala Stulecia                   | Wrocław       | Kyren Wilson      | Allister Carter    | 3-1   |
| 16.08 | 22.08 | Chiny             | China Championship          | Guangzhou Sports Institute      | Guangzhou     | Luca Brecel       | Shaun Murphy       | 10-5  |
| 23.08 | 27.08 | Niemcy            | Paul Hunter Classic         | Stadthalle                      | Fürth         | Michael White     | Shaun Murphy       | 4-2   |
| 04.09 | 09.09 | Tajlandia         | Six-red World Championship  | Bangkok Convention Centre       | Bangkok       | Mark Williams     | Thepchaiya Un-Nooh | 8-2   |
| 12.09 | 16.09 | Indie             | Indian Open                 | Novotel Varum Beach             | Visakhapatnam | John Higgins      | Anthony McGill     | 5-1   |
| 18.09 | 24.09 | Chiny             | World Open                  | Yushan No. 1 Middle School      | Yushan        | Ding Junhui       | Kyren Wilson       | 10-3  |
| 02.10 | 08.10 | Belgia            | European Masters            | De Soeverein                    | Lommel        | Judd Trump        | Stuart Bingham     | 9-7   |
| 16.10 | 22.10 | Anglia            | English Open                | Barnsley Metrodome              | Barnsley      | Ronnie O’Sullivan | Kyren Wilson       | 9-2   |
| 29.10 | 05.11 | Chiny             | International Championship  | Baihu Media Broadcasting Centre | Daqing        | Mark Selby        | Mark Allen         | 10-7  |
| 06.11 | 12.11 | Anglia            | Champion of Champions       | Ricoh Arena                     | Coventry      | Shaun Murphy      | Ronnie O’Sullivan  | 10-8  |
| 13.11 | 18.11 | Chiny             | Shanghai Masters            | Shanghai Indoor Stadium         | Szanghaj      | Ronnie O’Sullivan | Judd Trump         | 10-3  |
| 20.11 | 26.11 | Irlandia Północna | Northern Ireland Open       | Waterfront Hall                 | Belfast       | Mark Williams     | Yan Bingtao        | 9-8   |
| 28.11 | 10.12 | Anglia            | UK Championship             | Barbican Centre                 | York          | Ronnie O’Sullivan | Shaun Murphy       | 10-5  |
| 11.12 | 17.12 | Szkocja           | Scottish Open               | Emirates Arena                  | Glasgow       | Neil Robertson    | Cao Yupeng         | 9-8   |
| 14.01 | 21.01 | Anglia            | Masters                     | Alexandra Palace                | Londyn        | Mark Allen        | Kyren Wilson       | 10-7  |
| 31.01 | 04.02 | Niemcy            | German Masters              | Tempodrom                       | Berlin        | Mark Williams     | Graeme Dott        | 9-1   |
| 08.02 | 11.02 | Anglia            | Shoot Out                   | Watford Colosseum               | Watford       | Michael Georgiou  | Graeme Dott        | 1-0   |
| 19.02 | 25.02 | Anglia            | World Grand Prix            | Preston Guild Hall              | Preston       | Ronnie O’Sullivan | Ding Junhui        | 10-3  |
| 26.02 | 04.03 | Walia             | Welsh Open                  | Motorpoint Arena                | Cardiff       | John Higgins      | Barry Hawkins      | 9-7   |
| 07.03 | 11.03 | Gibraltar         | Gibraltar Open              | Tercentenary Sports Hall        | Gibraltar     | Ryan Day          | Cao Yupeng         | 4-0   |
| 14.03 | 18.03 | Rumunia           | Romanian Masters            | Circul Metropolitan             | Bukareszt     | Ryan Day          | Stuart Bingham     | 10-8  |
| 19.03 | 25.03 | Walia             | Players Championship        | Venue Cymru                     | Llandudno     | Ronnie O’Sullivan | Shaun Murphy       | 10-4  |
| 02.01 | 29.03 | Anglia            | Championship League         | Ricoh Arena                     | Coventry      | John Higgins      | Zhou Yuelong       | 3-2   |
| 02.04 | 08.04 | Chiny             | China Open                  | Olympic Sports Centre Gymnasium | Pekin         | Mark Selby        | Barry Hawkins      | 11-3  |
| 21.04 | 07.05 | Anglia            | Mistrzostwa Świata          | Crucible Theatre                | Sheffield     | Mark Williams     | John Higgins       | 18-16 |

| Turnieje rankingowe                        |
| Inne turnieje, nierankingowe               |
| Turnieje profesjonalno-amatorskie (Pro-am) |
| Inne ważne turnieje nierankingowe          |

## Przyznawane nagrody pieniężne w turniejach
| Nazwa turnieju             | O 148 | O 128 | O 96 | O 80   | O 64   | O 48    | O 32    | O 16    | Ćwierćfinał | Półfinał | Finalista | Zwycięzca |
| -------------------------- | ----- | ----- | ---- | ------ | ------ | ------- | ------- | ------- | ----------- | -------- | --------- | --------- |
| Riga Masters               | –     | £0    | -    | –      | £1 000 | -       | £2 000  | £4 000  | £6 000      | £15 000  | £25 000   | £50 000   |
| China Championship         | –     | £0    | -    | –      | £4 000 | -       | £7 000  | £12 000 | £18 000     | £32 000  | £75 000   | £150 000  |
| Paul Hunter Classic        | –     | £0    | -    | –      | £600   | -       | £1 000  | £1 725  | £3 000      | £4 500   | £10 000   | £20 000   |
| Indian Open                | –     | £0    | -    | –      | £2 000 | -       | £4 000  | £6 000  | £10 000     | £15 000  | £25 000   | £50 000   |
| World Open                 | –     | £0    | -    | –      | £4 000 | -       | £7 000  | £12 000 | £18 000     | £32 000  | £75 000   | £150 000  |
| European Masters           | –     | £0    | -    | –      | £2 000 | -       | £4 000  | £6 000  | £11 000     | £17 500  | £35 000   | £75 000   |
| English Open               | –     | £0    | -    | –      | £2 500 | -       | £3 500  | £6 000  | £10 000     | £20 000  | £30 000   | £70 000   |
| International Championship | –     | £0    | -    | –      | £4 000 | -       | £8 500  | £13 500 | £21 500     | £32 000  | £75 000   | £150 000  |
| Shanghai Masters           | –     | £0    | -    | –      | £4 000 | -       | £7 000  | £12 000 | £18 000     | £32 000  | £75 000   | £150 000  |
| Northern Ireland Open      | –     | £0    | -    | –      | £2 500 | -       | £3 500  | £6 000  | £10 000     | £20 000  | £30 000   | £70 000   |
| UK Championship            | –     | £0    | –    | –      | £5 000 | –       | £10 000 | £15 000 | £22 500     | £35 000  | £75 000   | £170 000  |
| Scottish Open              | –     | £0    | -    | –      | £2 500 | -       | £3 500  | £6 000  | £10 000     | £20 000  | £30 000   | £70 000   |
| German Masters             | –     | £0    | –    | -      | £2 000 | -       | £4 000  | £5 000  | £10 000     | £20 000  | £35 000   | £80 000   |
| Shoot-Out                  | –     | £0    | -    | –      | £500   | -       | £1 000  | £2 000  | £4 000      | £8 000   | £16 000   | £32 000   |
| World Grand Prix           | –     | -     | –    | -      | -      | -       | £5 000  | £7 500  | £12 500     | £20 000  | £40 000   | £100 000  |
| Welsh Open                 | –     | £0    | -    | –      | £2 500 | -       | £3 500  | £6 000  | £10 000     | £20 000  | £30 000   | £70 000   |
| Gibraltar Open             | –     | £0    | -    | –      | £1 000 | -       | £2 000  | £3 000  | £4 000      | £6 000   | £12 000   | £25 000   |
| Players Championship       | –     | -     | –    | -      | -      | -       | -       | £10 000 | £15 000     | £30 000  | £50 000   | £125 000  |
| China Open                 | –     | £0    | –    | -      | £5 000 | -       | £11 000 | £18 000 | £27 000     | £45 000  | £90 000   | £225 000  |
| Mistrzostwa Świata         | £0    | –     | –    | £9 000 | –      | £13 500 | £18 000 | £27 500 | £42 500     | £85 000  | £180 000  | £425 000  |